# Omar Oraby
Omar Oraby (El Cairo, 8 de septiembre de 1991) es un baloncestista egipcio que pertenece a la plantilla del Al-Ahly de su país. Con 2,18 metros de altura, juega en la posición de pívot. Es internacional con la selección de su país.

## Trayectoria
Oraby fue reclutado en 2010 por la Universidad de Rice, por lo que jugaría dos temporadas con los Owls en la Conference USA de la División I de la NCAA. En 2012 se transfirió a la Universidad del Sur de California, siendo incorporado a los USC Trojans, equipo que también militaba en la División I de la NCAA pero en la Pac-12 Conference.
Se presentó al Draft de la NBA de 2014, pero no fue seleccionado por ninguna franquicia. De todos modos actuó luego en la NBA Summer League como parte de los Houston Rockets.
Pese a recibir ofertas de diversos clubes europeos, decidió retornar a su país y fichar con el Gezira. Aunque se convirtió en un jugador emblemático de ese club (especialmente luego de haber sido parte del plantel que en 2017 conquistó el título del campeonato de la máxima categoría egipcia), en 2020 lo dejó para fichar con el Al Ahly.
Con su nuevo equipo volvería a coronarse dos veces más como campeón del torneo local, pero también ganaría el Campeonato de Baloncesto de Clubes Árabes de 2021 y la BAL de 2023.

## Selección nacional
Oraby disputó el Campeonato FIBA África Sub-18 de 2008 y el Campeonato Mundial de Baloncesto Sub-19 de 2009.
Con la selección absoluta jugó, entre otros torneos, en dos ediciones del Afrobasket (2015 y 2021).
Durante agosto y septiembre de 2023 fue integrante de la selección de Egipto que participó en el Mundial de 2023 celebrado en Asia, y que finalizó en vigésimo lugar.